# G20-Gipfel in Rio de Janeiro 2024

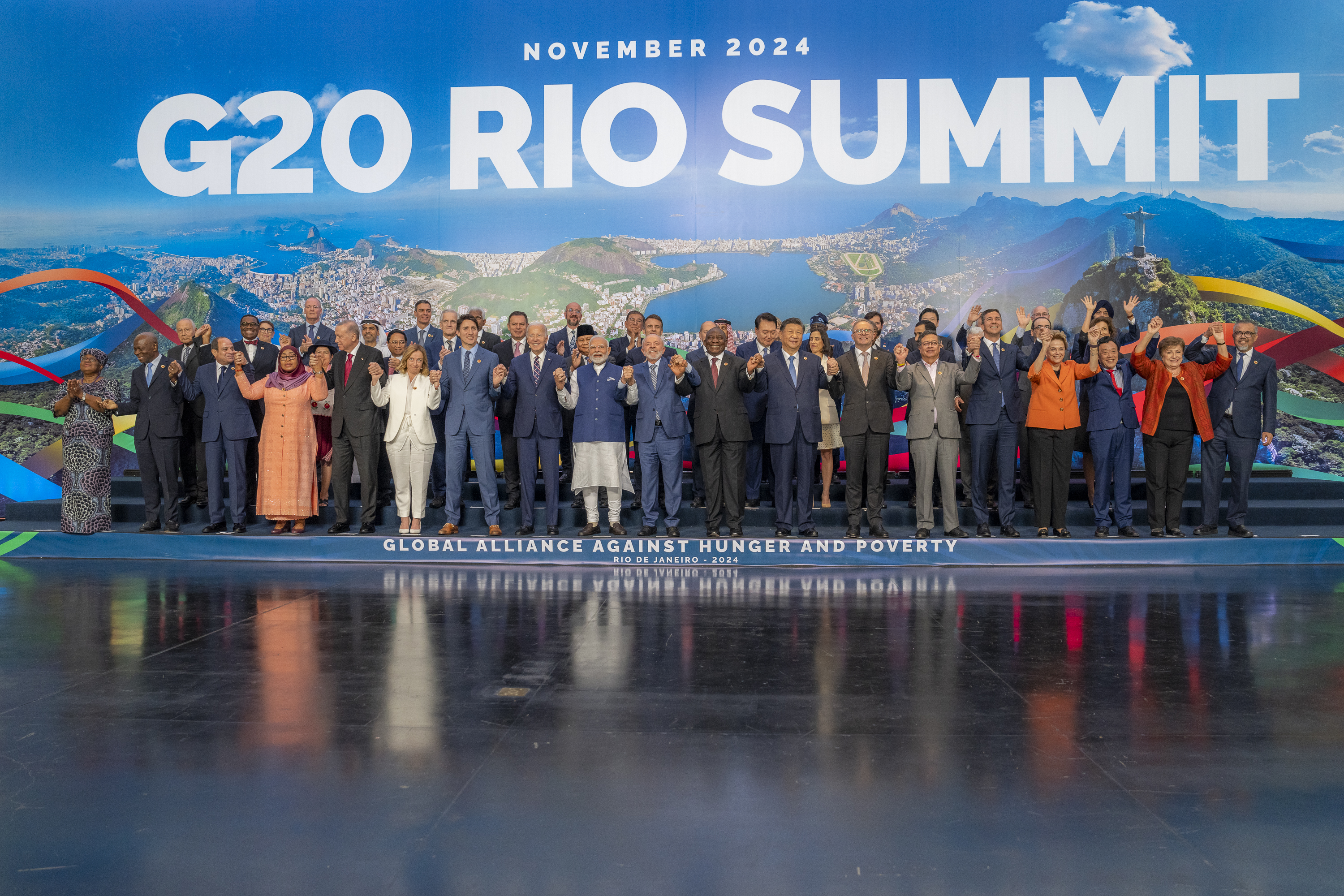
Gruppenbild der Teilnehmer

Der G20-Gipfel 2024 in Rio de Janeiro 2024 (portugiesisch: Cúpula do G20 Rio de Janeiro 2024) war das neunzehnte Treffen der Staats- und Regierungschefs der Gruppe der Zwanzig (G20). Es fand am 18. und 19. November 2024 im Museum für Moderne Kunst statt und war der erste G20-Gipfel in Brasilien sowie der erste mit vollständiger Beteiligung der Afrikanischen Union nach deren Beitritt beim vorherigen Treffen.

## Themen
Der G20-Gipfel 2024 in Brasilien hat drei Hauptprioritäten auf der Agenda festgelegt:
- Soziale Inklusion und Bekämpfung des Hungers
- Energiewende und nachhaltige Entwicklung in ihren sozialen, wirtschaftlichen und ökologischen Aspekten
- Reform der Institutionen der Global Governance

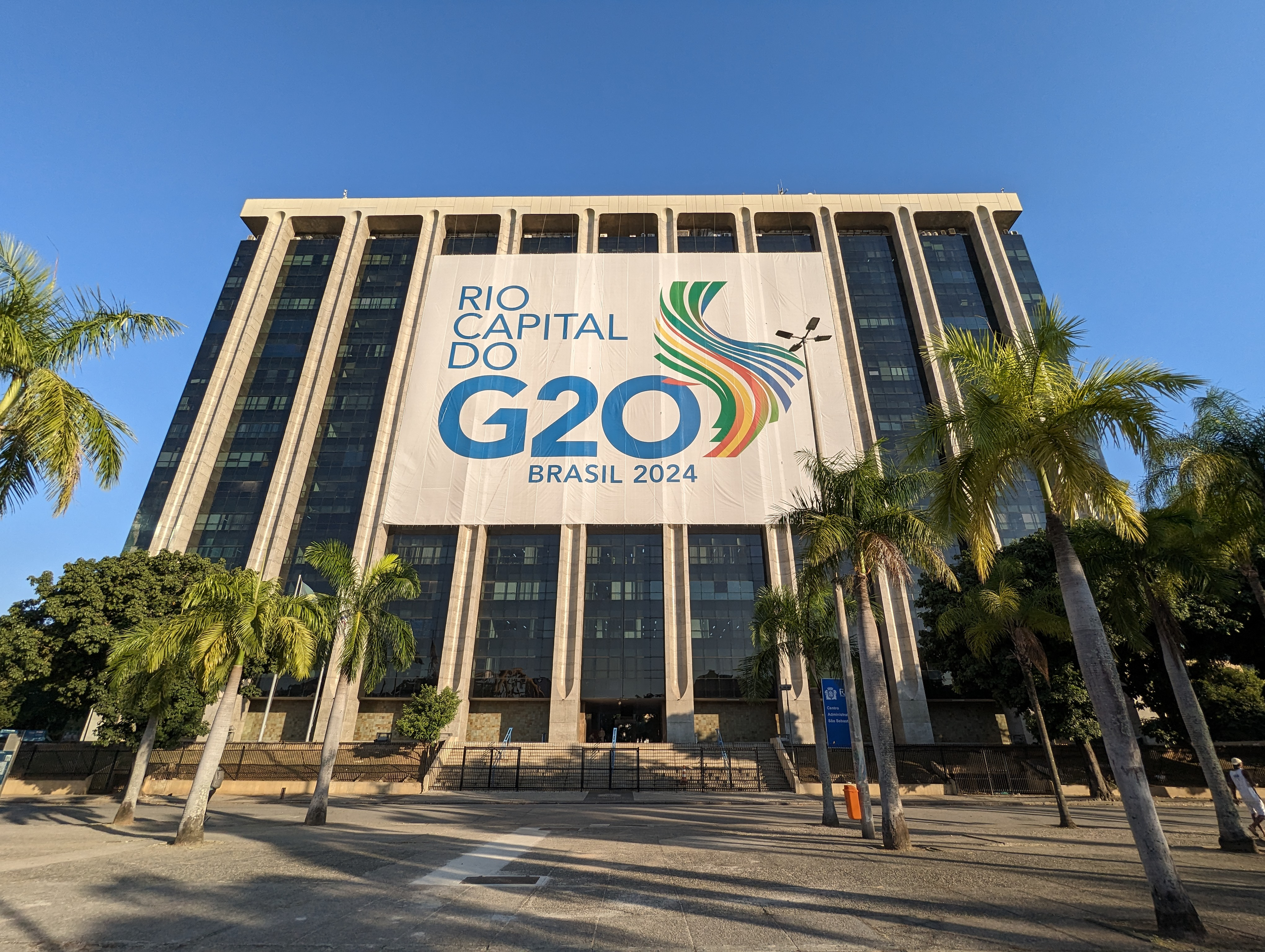
Banner zum G20-Gipfel

Bei seiner Rede vor den G20-Ländern in Indien am 10. September 2023 kündigte Lula die Gründung der Arbeitsgruppe „Globale Mobilisierung gegen den Klimawandel“ an, um Formen der Einkommensgenerierung und Verringerung der Ungleichheiten für die vom Klimawandel betroffenen Menschen zu schaffen. Ein weiterer Schwerpunkt der brasilianischen Präsidentschaft wird die Arbeit an einer umfassenden Reform globaler Institutionen wie der Weltbank, des Internationalen Währungsfonds und der Welthandelsorganisation sowie der Reform des Sicherheitsrats der Vereinten Nationen sein, um die Stimme und den Einfluss des globalen Südens auf der Weltbühne zu stärken. Zu Beginn des Gipfels wurde eine „Globale Allianz gegen Hunger und Armut“ ins Leben gerufen.

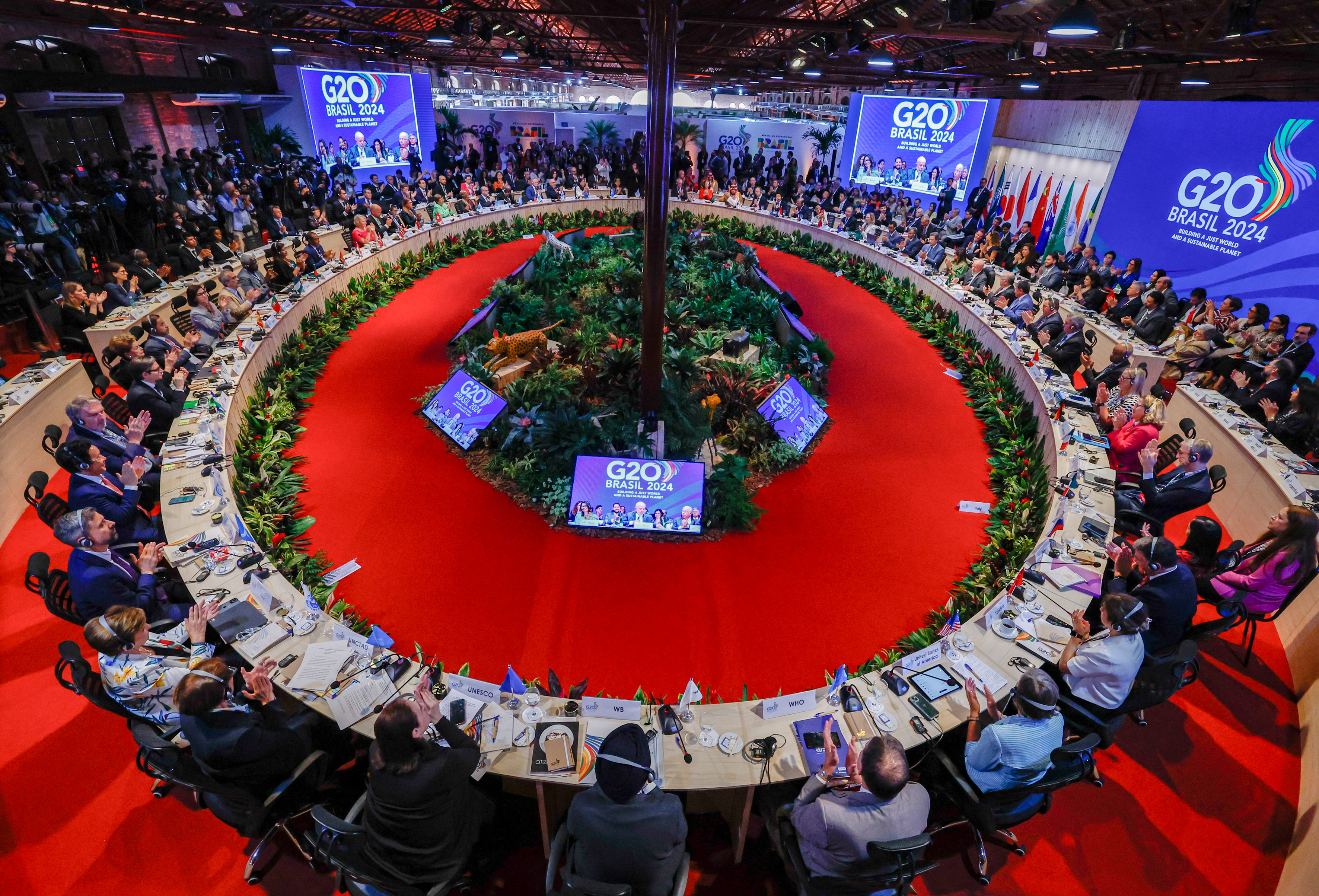
Eröffnungssitzung des Ministertreffens der Task Force zur Gründung einer globalen Allianz gegen Hunger und Armut

Die teilnehmenden Staats- und Regierungschefs erklärten auf dem G20-Gipfel, für eine wirksame Besteuerung von Milliardären zusammenarbeiten.

## Teilnehmer

### G20-Staats- und Regierungschefs
| Land                   | Amt                                                                   | Bild | Name                        |
| ---------------------- | --------------------------------------------------------------------- | ---- | --------------------------- |
| Argentinien            | Präsident                                                             |      | Javier Milei                |
| Australien             | Premierminister                                                       |      | Anthony Albanese            |
| Brasilien              | Präsident                                                             |      | Luiz Inácio Lula da Silva   |
| Deutschland            | Bundeskanzler                                                         |      | Olaf Scholz                 |
| Frankreich             | Staatspräsident                                                       |      | Emmanuel Macron             |
| Indien                 | Premierminister                                                       |      | Narendra Modi               |
| Indonesien             | Präsident                                                             |      | Prabowo Subianto            |
| Italien                | Präsidentin des Ministerrats                                          |      | Giorgia Meloni              |
| Japan                  | Premierminister                                                       |      | Shigeru Ishiba              |
| Kanada                 | Premierminister                                                       |      | Justin Trudeau              |
| Mexiko                 | Präsidentin                                                           |      | Claudia Sheinbaum           |
| Russland               | Außenminister                                                         |      | Sergei Wiktorowitsch Lawrow |
| Saudi-Arabien          | Premierminister und Kronprinz                                         |      | Mohammed bin Salman         |
| Südafrika              | Präsident                                                             |      | Cyril Ramaphosa             |
| Südkorea               | Präsident                                                             |      | Yoon Suk-yeol               |
| Türkei                 | Präsident                                                             |      | Recep Tayyip Erdoğan        |
| Vereinigtes Königreich | Premierminister                                                       |      | Keir Starmer                |
| Vereinigte Staaten     | Präsident                                                             |      | Joe Biden                   |
| Volksrepublik China    | Staatspräsident                                                       |      | Xi Jinping                  |
| Europäische Union      | Präsidentin der Europäischen Kommission                               |      | Ursula von der Leyen        |
| Europäische Union      | Präsident des Europäischen Rates                                      |      | Charles Michel              |
| Afrikanische Union     | Vorsitzender der Afrikanischen Union (2024) Präsident von Mauretanien |      | Mohamed Ould Ghazouani      |

### Erwartete eingeladene Gäste
| Land                         | Amt                                       | Bild | Name                         |
| ---------------------------- | ----------------------------------------- | ---- | ---------------------------- |
| Ägypten                      | Präsident                                 |      | Abd al-Fattah as-Sisi        |
| Angola                       | Staatspräsident                           |      | João Lourenço                |
| Bolivien                     | Präsident                                 |      | Luis Arce                    |
| Chile                        | Präsident                                 |      | Gabriel Boric                |
| Katar                        | Emir                                      |      | Tamim bin Hamad Al Thani     |
| Kolumbien                    | Präsident                                 |      | Gustavo Petro                |
| Malaysia                     | Premierminister Vorsitzender ASEAN (2025) |      | Anwar Ibrahim                |
| Mosambik                     | Präsident                                 |      | Filipe Nyusi                 |
| Nigeria                      | Präsident                                 |      | Bola Tinubu                  |
| Norwegen                     | Statsminister                             |      | Jonas Gahr Støre             |
| Paraguay                     | Präsident                                 |      | Santiago Peña                |
| Portugal                     | Premierminister                           |      | Luís Montenegro              |
| Singapur                     | Premierminister                           |      | Lawrence Wong                |
| Spanien                      | Ministerpräsident                         |      | Pedro Sánchez                |
| Tansania                     | Präsidentin                               |      | Samia Suluhu Hassan          |
| Uruguay                      | Präsident                                 |      | Luis Alberto Lacalle Pou     |
| Vatikanstadt                 | Kardinalstaatssekretär                    |      | Pietro Parolin               |
| Vereinigte Arabische Emirate | Präsident                                 |      | Muhammad bin Zayid Al Nahyan |
| Vietnam                      | Premierminister                           |      | Phạm Minh Chính              |

### Teilnehmende Gäste internationaler Organisationen
| Organisation                                                       | Amt                          | Bild | Name                       |
| ------------------------------------------------------------------ | ---------------------------- | ---- | -------------------------- |
| Afrikanische Entwicklungsbank                                      | Präsident                    |      | Akinwumi Adesina           |
| Arabische Liga                                                     | Generalsekretär              |      | Ahmed Aboul Gheit          |
| Ernährungs- und Landwirtschaftsorganisation der Vereinten Nationen | Generaldirektor              |      | Qu Dongyu                  |
| Financial Stability Board                                          | Vorsitzender                 |      | Klaas Knot                 |
| Interamerikanische Entwicklungsbank                                | Präsident                    |      | Ilan Goldfajn              |
| Internationale Arbeitsorganisation                                 | Generaldirektor              |      | Gilbert Houngbo            |
| Internationaler Währungsfonds                                      | geschäftsführende Direktorin |      | Kristalina Georgiewa       |
| Konferenz der Vereinten Nationen für Handel und Entwicklung        | Generalsekretärin            |      | Rebeca Grynspan            |
| Lateinamerikanische Entwicklungsbank                               | Präsident                    |      | Sergio Díaz-Granados Guida |
| New Development Bank                                               | Präsidentin                  |      | Dilma Rousseff             |
| UNESCO                                                             | Generaldirektorin            |      | Audrey Azoulay             |
| Vereinte Nationen                                                  | Generalsekretär              |      | António Guterres           |
| Weltbank                                                           | Präsident                    |      | Ajay Banga                 |
| Weltgesundheitsorganisation                                        | Generaldirektor              |      | Tedros Adhanom Ghebreyesus |
| Welthandelsorganisation                                            | Generaldirektorin            |      | Ngozi Okonjo-Iweala        |